# 16588 Johngee
16588 Johngee è un asteroide areosecante. Scoperto nel 1992, presenta un'orbita caratterizzata da un semiasse maggiore pari a 2,5588367 UA e da un'eccentricità di 0,3904666, inclinata di 8,15719° rispetto all'eclittica.